# Милмор, Дженнифер
Дже́ннифер Милмо́р (англ. Jennifer Milmore; 1 октября 1969, Рамсон, Нью-Джерси, США) — американская актриса

.

## Биография и карьера
Дженнифер Милмор родилась 1 октября 1969 года в Рамсоне (штат Нью-Джерси, США), став одной из пяти дочерей в семье. Её старшая сестра, Джейн Милмор (25 марта 1955 — 4 февраля 2020), была продюсером, сценаристом, драматургом и актрисой, номинанткой на премию «Эмми»; скончалась от рака поджелудочной железы.
С 1990 по 2006 год Милмор сыграла в 11-ти фильмах и телесериалах. В 1991 году она сыграла роль Шэрон Кроффт в телесериале «Джамп стрит, 21», а в 1997 году — Лорен в телесериале «Друзья».
С 21 ноября 1999 года Милмор замужем за телевизионным продюсером Грегом Мэлинсом, от которого у неё есть двое детей.

## Избранная фильмография
| Год  |   | Русское название                                | Оригинальное название                            | Роль         |
| ---- | - | ----------------------------------------------- | ------------------------------------------------ | ------------ |
| 1991 | с | Джамп стрит, 21                                 | 21 Jump Street                                   | Шэрон Кроффт |
| 1995 | ф | Вонгу Фу, с благодарностью за всё! Джули Ньюмар | To Wong Foo, Thanks for Everything! Julie Newmar | Бобби Ли     |
| 1997 | с | Друзья                                          | Friends                                          | Лорен        |